# Spoorlijn Lebach - Völklingen
De spoorlijn Lebach - Völklingen, ook wel Köllertalbahn genoemd, was een spoorlijn tussen de plaatsen Lebach en Völklingen in de Duitse deelstaat Saarland. De lijn was als spoorlijn 3291 onder beheer van DB Netze.

## Geschiedenis
Het traject werd door de Preußische Staatseisenbahnen geopend op 2 oktober 1911 tussen Lebach en Völklingen-Heidstock, aldaar sloot de lijn aan op de reeds bestaande spoorlijn Völklingen - Grube Püttlingen. In 1914 werd de lijn doorgetrokken en het oude tracé tussen Völklingen-Heidstock en Völklingen opgebroken. Na de teruggang van het personenvervoer werd dit opgeheven op 27 september 1985, waarna het zuidelijke gedeelte tussen Etzenhofen en Völklingen in 1986 werd gesloten en opgebroken. Tot 1993 vond er nog goederenvervoer plaats op het noordelijke gedeelte tussen Lebach en Etzenhofen, na de stillegging hiervan werd ook dit gedeelte gesloten en opgebroken.
Sinds oktober 2014 is de lijn tussen Lebach en Etzenhofen weer in gebruik door de Saarbahn.

## Treindiensten
De Saarbahn verzorgt het personenvervoer tussen Walpershofen en Lebach.
| Serie | Treinsoort           | Route                                                     | Bijzonderheden |
| ----- | -------------------- | --------------------------------------------------------- | -------------- |
| STB 1 | Stadtbahn (Saarbahn) | Sarreguemines – Brebach – Saarbrücken Hbf – Lebach-Jabach |                |

## Aansluitingen
In de volgende plaatsen is of was er een aansluiting op de volgende spoorlijnen:
Lebach
DB 3274, spoorlijn tussen Wemmetsweiler en Nonnweiler
Völklingen-Heidstock
DB 3292, spoorlijn tussen Völklingen en Grube Püttlingen
Völklingen
DB 3230, spoorlijn tussen Saarbrücken en Karthaus
DB 3290, spoorlijn tussen Überherrn en Völklingen
DB 3292, spoorlijn tussen Völklingen en Grube Püttlingen
DB 3293, spoorlijn tussen Völklingen W88 en Völklingen W104